# Gran Premio de España de Motociclismo de 2004
El Gran Premio de España de motociclismo de 2004 fue la segunda prueba del Campeonato del Mundo de Motociclismo de 2005. Tuvo lugar en el fin de semana del 30 de abril al 2 de mayo de 2004 en el Circuito Permanente de Jerez, situado en la ciudad andaluza de Jerez de la Frontera, España. La carrera de MotoGP fue ganada por Sete Gibernau, seguido de Max Biaggi y Alex Barros. Roberto Rolfo ganó la prueba de 250cc, por delante de Randy de Puniet y Fonsi Nieto. La carrera de 125cc fue ganada por Marco Simoncelli, Steve Jenkner fue segundo y Héctor Barberá tercero.

## Resultados

### Resultados MotoGP
| 1       | Sete Gibernau     | Honda      | 52:01.293       | 2   | 25 |
| 2       | Max Biaggi        | Honda      | +5.452          | 4   | 20 |
| 3       | Alex Barros       | Honda      | +52.570         | 9   | 16 |
| 4       | Valentino Rossi   | Yamaha     | +58.556         | 1   | 13 |
| DSQ     | Nicky Hayden      | Honda      | +59.283         | 7   | 11 |
| 6       | Carlos Checa      | Yamaha     | +1:07.184       | 3   | 10 |
| 7       | Colin Edwards     | Honda      | +1:19.539       | 8   | 9  |
| 8       | Kenny Roberts Jr  | Suzuki     | +1:45.057       | 10  | 8  |
| 9       | Shinya Nakano     | Kawasaki   | +1 Vuelta       | 6   | 7  |
| 10      | Michel Fabrizio   | Harris WCM | +1 Vuelta       | 23  | 6  |
| 11      | Norifumi Abe      | Yamaha     | +1 Vuelta       | 20  | 5  |
| 12      | Loris Capirossi   | Ducati     | +1 Vuelta       | 15  | 4  |
| 13      | Alex Hofmann      | Kawasaki   | +1 Vuelta       | 14  | 3  |
| 14      | Nobuatsu Aoki     | Proton     | +1 Vuelta       | 21  | 2  |
| 15      | John Hopkins      | Suzuki     | +1 Vuelta       | 13  | 1  |
| Ret     | Marco Melandri    | Yamaha     | Retirado        | 11  |    |
| Ret     | Neil Hodgson      | Ducati     | Retirado        | 18  |    |
| Ret     | Kurtis Roberts    | Proton     | Retirado        | 22  |    |
| Ret     | Makoto Tamada     | Honda      | Retirado        | 5   |    |
| Ret     | Jeremy McWilliams | Aprilia    | Retirado        | 19  |    |
| Ret     | Troy Bayliss      | Ducati     | Retirado        | 17  |    |
| Ret     | Rubén Xaus        | Ducati     | Retirado        | 12  |    |
| Ret     | Shane Byrne       | Aprilia    | Retirado        | 16  |    |
| DNQ     | Chris Burns       | Harris WCM | No se clasificó | DNQ |    |
| Fuente: |                   |            |                 |     |    |

### Resultados 250cc
| 1       | Roberto Rolfo    | Honda   | 52:20.145  | 5  | 25 |
| 2       | Randy de Puniet  | Aprilia | +8.740     | 4  | 20 |
| 3       | Fonsi Nieto      | Aprilia | +32.623    | 7  | 16 |
| 4       | Anthony West     | Aprilia | +32.844    | 13 | 13 |
| 5       | Alex Debón       | Honda   | +58.884    | 15 | 11 |
| 6       | Alex de Angelis  | Aprilia | +1:03.950  | 8  | 10 |
| 7       | Sebastián Porto  | Aprilia | +1:05.322  | 1  | 9  |
| 8       | Arnaud Vincent   | Aprilia | +1:08.923  | 21 | 8  |
| 9       | Grégory Lefort   | Aprilia | +1:47.081  | 28 | 7  |
| 10      | Naoki Matsudo    | Yamaha  | +1:49.191  | 19 | 6  |
| 11      | Alex Baldolini   | Aprilia | +1:55.028  | 24 | 5  |
| 12      | Toni Elías       | Honda   | +2:01.756  | 6  | 4  |
| 13      | Hugo Marchand    | Aprilia | +1 Vuelta  | 20 | 3  |
| 14      | Johann Stigefelt | Aprilia | +1 Vuelta  | 27 | 2  |
| 15      | Taro Sekiguchi   | Yamaha  | +1 Vuelta  | 30 | 1  |
| 16      | Dirk Heidolf     | Aprilia | +1 Vuelta  | 22 |    |
| 17      | Héctor Faubel    | Aprilia | +1 Vuelta  | 11 |    |
| 18      | Jarno Ronzoni    | Yamaha  | +1 Vuelta  | 32 |    |
| 19      | Radomil Rous     | Aprilia | +1 Vuelta  | 29 |    |
| 20      | Joan Olivé       | Aprilia | +1 Vuelta  | 14 |    |
| 21      | Gregory Leblanc  | Aprilia | +2 Vueltas | 31 |    |
| Ret     | Manuel Poggiali  | Aprilia | Retirado   | 2  |    |
| Ret     | Álvaro Molina    | Aprilia | Retirado   | 23 |    |
| Ret     | Christian Gemmel | Honda   | Retirado   | 25 |    |
| Ret     | Sylvain Guintoli | Aprilia | Retirado   | 12 |    |
| Ret     | Franco Battaini  | Aprilia | Retirado   | 9  |    |
| Ret     | Jakub Smrž       | Honda   | Retirado   | 18 |    |
| Ret     | Chaz Davies      | Aprilia | Retirado   | 17 |    |
| Ret     | Max Sabbatani    | Yamaha  | Retirado   | 26 |    |
| Ret     | Dani Pedrosa     | Honda   | Retirado   | 3  |    |
| Ret     | Hiroshi Aoyama   | Honda   | Retirado   | 10 |    |
| Ret     | Eric Bataille    | Honda   | Retirado   | 16 |    |
| Fuente: |                  |         |            |    |    |

### Resultados 125cc
| 1       | Marco Simoncelli         | Aprilia  | 47:45.700  | 1  | 25 |
| 2       | Steve Jenkner            | Aprilia  | +0.760     | 11 | 20 |
| 3       | Héctor Barberá           | Aprilia  | +7.195     | 12 | 16 |
| 4       | Andrea Dovizioso         | Honda    | +8.042     | 5  | 13 |
| 5       | Casey Stoner             | KTM      | +14.612    | 3  | 11 |
| 6       | Andrea Ballerini         | Aprilia  | +15.096    | 21 | 10 |
| 7       | Youichi Ui               | Aprilia  | +17.076    | 7  | 9  |
| 8       | Roberto Locatelli        | Aprilia  | +19.413    | 6  | 8  |
| 9       | Pablo Nieto              | Aprilia  | +27.056    | 4  | 7  |
| 10      | Mirko Giansanti          | Aprilia  | +30.433    | 10 | 6  |
| 11      | Julián Simón             | Aprilia  | +32.702    | 17 | 5  |
| 12      | Simone Corsi             | Honda    | +33.160    | 27 | 4  |
| 13      | Fabrizio Lai             | Gilera   | +56.667    | 22 | 3  |
| 14      | Jordi Carchano           | Aprilia  | +1:09.373  | 25 | 2  |
| 15      | Dario Giuseppetti        | Honda    | +1:16.661  | 33 | 1  |
| 16      | Julián Miralles          | Aprilia  | +1:20.067  | 35 |    |
| 17      | Sergio Gadea             | Aprilia  | +1:20.141  | 24 |    |
| 18      | Vesa Kallio              | Aprilia  | +1:47.063  | 32 |    |
| 19      | Gino Borsoi              | Aprilia  | +1:54.016  | 13 |    |
| 20      | Raymond Schouten         | Honda    | +2:01.488  | 31 |    |
| 21      | Mattia Angeloni          | Honda    | +2:02.922  | 38 |    |
| 22      | Georg Fröhlich           | Honda    | +1 Vuelta  | 37 |    |
| 23      | Stefano Perugini         | Gilera   | +1 Vuelta  | 20 |    |
| 24      | Manuel Manna             | Malaguti | +1 Vuelta  | 30 |    |
| 25      | Enrique Jerez            | Aprilia  | +1 Vuelta  | 36 |    |
| 26      | Imre Tóth                | Aprilia  | +3 Vueltas | 18 |    |
| Ret     | Thomas Lüthi             | Honda    | Retirado   | 28 |    |
| Ret     | Lukáš Pešek              | Honda    | Retirado   | 19 |    |
| Ret     | Mattia Pasini            | Aprilia  | Retirado   | 16 |    |
| Ret     | Ángel Rodríguez Campillo | Derbi    | Retirado   | 34 |    |
| Ret     | Gábor Talmácsi           | Malaguti | Retirado   | 9  |    |
| Ret     | Mike Di Meglio           | Aprilia  | Retirado   | 15 |    |
| Ret     | Mika Kallio              | KTM      | Retirado   | 8  |    |
| Ret     | Ismael Ortega            | Aprilia  | Retirado   | 39 |    |
| Ret     | Robbin Harms             | Honda    | Retirado   | 29 |    |
| Ret     | Gioele Pellino           | Aprilia  | Retirado   | 26 |    |
| Ret     | Manuel Hernández         | Aprilia  | Retirado   | 23 |    |
| Ret     | Jorge Lorenzo            | Derbi    | Retirado   | 14 |    |
| Ret     | Álvaro Bautista          | Aprilia  | Retirado   | 2  |    |
| Fuente: |                          |          |            |    |    |